# Rock in Idro
Rock in Idro (nel 2011 e 2012 denominato Rock in IdRho) è stato un festival musicale nato nel 2005 all'Idroscalo di Milano, da cui ha preso il nome, spostatosi prima all'area concerti della Fiera di Milano a Rho ed infine alla Joe Strummer Arena di Bologna.
In totale si sono svolte sei edizioni oltre a quella del 2007 denominata Idroscalo Rock.

## Storia
Il festival è nato dall'iniziativa di due agenzie di concerti (AF Concerti e Hard Staff) con il patrocinio della Regione Lombardia e della rete televisiva All Music. Le prime edizioni del festival si sono tenute all'Idroscalo di Milano nelle prime settimane di settembre. Nel 2007 si è svolto sempre all'idroscalo il festival Idroscalo Rock. Nel 2008 non si è svolto mentre nel 2009 il festival si è trasferito al Palasharp a causa di problemi con la giunta comunale cittadina. Nel 2010 il festival non ha avuto luogo, mentre l'edizione del 2011 si è svolta a metà giugno ed è stata l'edizione di maggior successo con trentamila ingressi. Nel 2012 il festival è stato organizzato nei mesi di giugno e luglio e diviso in due date. La preview il 13 giugno presso il Carroponte di Sesto San Giovanni e l'evento vero e proprio il 21 luglio presso l'area concerti di Rho Fiera. Svoltasi con regolarità la prima data la seconda invece è stata prima sospesa poi annullata a causa di un nubifragio. Dopo la pausa del 2013 ritorna col suo nome originale cambiando format e tornando in una nuova location, ovvero l'Arena Joe Strummer di Bologna. L'edizione 2015, inizialmente prevista, è stata in seguito annullata per il mancato adeguamento degli impianti dell'Arena. Di fatto quella del 2014 è stata l'ultima edizione del festival.

## Edizioni
2005
Il festival si è tenuto in due date, il 2 e il 3 settembre ed hanno partecipato i seguenti gruppi: Juliette & the Licks, Turbonegro, Pennywise, The Hives, The Offspring, Bikini the Cat, Fonzie, Love in Elevator, No Use for a Name, Nomoredolls, Stinking Polecats, Super Elastic Bubble Plastic, The Caesars, The Mobile, The Valentines, Tying Tiffany, Useless ID, Voicst il primo giorno e La Crisi, Funeral for a Friend, Toy Dolls, Me First and the Gimme Gimmes, My Chemical Romance, Millencolin, NOFX, Darkest Hour, Ska-P, Viboras, Triggerfinger, Hormonauts, Me for Rent, All American Rejects, No Relax, Frammenti, Elvis Jackson, il secondo.
2006
Alla seconda edizione hanno partecipato: A Wilhelm Scream, Iggy and The Stooges, Rise Against, Pennywise, Buzzcocks, Eagles of Death Metal, Gogol Bordello, Thursday, Cursive, The Bouncing Souls, The Damned, boysetsfire, The Toasters, Disco Ensemble, Raised Fist, Satanic Surfers, Mad Sin, Hell Is for Heroes, Blackmail, Paint It Black, The Locos, Towers of London, Punkreas, New Mexican Disaster Squad, Kill the Young, Hot Gossip, Fine Before You Came, FFD, De Crew, Evangeline, Mas Ruido, Not Moving, OJM, Pay, Shakaponk, The (International) Noise Conspiracy, The Fire, The New Story, The Styles, Thee STP, Y, Water Tower.
2007
Nel 2007 il festival ha preso il nome di Idroscalo Rock 2007, tenuto il 1 e il 2 settembre. Questa edizione non è considerata ufficiale. Vi hanno partecipato: Editors, Gossip, The Lost Patrol Band, Blondelle, Humanzi, Hot Gossip, These New Puritans (nella prima serata) e NOFX, Turbonegro, The Locust, Ignite, Sick of It All, Neville Staple, Persiana Jones, Derozer, Sottopressione, Me for Rent, Strength Approach, L'invasione degli omini verdi, RFC (nella seconda serata).
2009
La terza edizione del festival si è tenuta il 13 e il 14 giugno nel 2009 al Palasharp e vi hanno partecipato: The Pogues, Babyshambles, Social Distortion, Gogol Bordello, The All-American Rejects, Flogging Molly, The Gaslight Anthem, The Subways, The Noise Guys, Andead, (nella prima serata) e Faith No More, appena riformati dopo oltre dieci anni in esclusiva italiana, Limp Bizkit anch'essi riformati da poco ed in esclusiva, Lacuna Coil, Bring Me the Horizon, Gallows, Parkway Drive, All That Remains, Your Hero, Idols Are Dead, Sick Tamburo, Emoglobe (nella seconda serata).
2011
Dopo l'interruzione nel 2010 ed il cambio di nome in Rock in IdRho 2011 si è svolta la quarta edizione del festival il 15 giugno, con la partecipazione di Foo Fighters, Iggy and The Stooges, Social Distortion, The Hives, Band of Horses, Flogging Molly, Ministri, Outback e About Wayne.
2012
La quinta edizione ufficiale si è svolta nel 2012 ed è stata organizzata in due date. La prima, denominata Preview, ha visto la partecipazione di The Offspring, Lagwagon, The Hives, i Billy Talent, gli Hot Water Music e La Dispute.
La seconda, data in programma per il 21 luglio presso l'area concerti di Rho Fiera, è stata interrotta attorno alle ore 17, durante l'esibizione dei Sum 41, e non più ripresa per pioggia. A questa seconda data avrebbero dovuto partecipare anche i Rancid, i Millencolin, The Specials e i Public Image Ltd. Nel pomeriggio hanno suonato i Cerebral Ballzy, i Derozer, The Noise Guys, i No Relax, Frank Turner & The Sleeping Souls.
2014
La sesta edizione si è svolta presso l'Arena Joe Strummer di Bologna in quattro giorni dal 30 maggio al 2 giugno.
Prima giornata: annullata per maltempo.
Seconda giornata: Lennon Kelly, Russkaja, Snuff, You Me at Six, Pennywise, Millencolin, Gogol Bordello, Ska-P, The Pogues.
Terza giornata: Pavic, Skillet, Hawk Eyes, Extrema, Black Stone Cherry, Opeth, Alter Bridge, Iron Maiden.
Quarta giornata: What a Funk, We Are Scientists, The Brian Jonestown Massacre, The Fratellis, Miles Kane, Manic Street Preachers, Biffy Clyro, Pixies, Queens of the Stone Age.